# David Ostrosky
David Ostrosky Winograd (Cidade do México, 13 de setembro de 1956 – Cidade do México, 17 de agosto de 2023) foi um ator mexicano judaico.

## Morte
Ostrosky morreu no dia 17 de agosto de 2023, aos 66 anos.

## Filmografia

### Televisão
- Vencer la ausencia (2022) .... Homero Funes
- Por amar sin ley (2018).... Saúl Morales
- Muy padres (2017-2018).... Alfredo Elizalde
- A que no me dejas (2015)... Clemente Ricardi
- Por siempre mi amor (2013)... Gilberto Cervantes
- Un refugio para el amor (2012) ... Claudio Linares.
- Una familia con suerte (2011) ... Ernesto Quesada.
- Cuando me enamoro (2011) ... Benjamín Casillas.
- Soy tu dueña (2010) ... Moisés Macotela
- En nombre del amor (2008-2009) .... Dr. Rodolfo Bermúdez
- Destilando amor (2007) .... Eduardo Saldívar
- Duelo de pasiones (2006) .... Elías Bernal
- Barrera de amor (2005-2006) ... Ulises Santillana
- Alborada (2005-2006) ... Agustín de Corsa
- Amy, la niña de la mochila azul (2004) .... Sebastián Hinojosa
- Bajo la misma piel (2003) .... Jaime Sandoval
- ¡Vivan los niños! (2002-2003) ..... Dr. Bernardo Arias
- El juego de la vida (2001-2002) ..... Rafael
- Sin pecado concebido (2001) ..... Enrique
- El derecho de nacer (2001) ..... José Rivera
- Carita de ángel (2000-2001) ..... Dr. José Velasco
- La casa en la playa (2000) ..... César Villareal
- Cuento de Navidad (1999-2000)
- El diario de Daniela (1998-1999) ..... Gustavo Corona
- El secreto de Alejandra (1997) ..... Rubén
- Alguna vez tendremos alas (1997) ..... Dr. Ricardo Aguilera
- La antorcha encendida (1996) ..... Mariano Abasolo
- Marisol (1996) ..... Mariano Ruiz
- María la del Barrio (1995-1996) ..... Zabala
- Bajo un mismo rostro (1995) ..... Rubén
- Agujetas de color de rosa (1994) ..... Víctor Manuel
- Valentina (1993) ..... Diego
- María Mercedes (1992) ..... Dr. Muñiz Gonçalves
- Las secretas intenciones (1992) ..... Dr. Gilberto Fuentes
- Alcanzar una estrella II (1991) ..... Roberto
- La pícara soñadora (1991)
- Simplemente María (1989) .... Rodrigo de Peñalvert
- Carrusel (1989) .... Isaac
- Teresa (1989) .... Willy
- Dos vidas (1988)
- Rosa salvaje (1987) .... Carlos
- Marionetas (1986)
- Principessa (1984) .... Juan Carlos

### Cinema
- La segunda noche (1999) .... Saul
- Como agua para chocolate (1992) .... Juan de la Garza
- Triste recuerdo (1990) .... Esposo de María
- Morirse esta en Hebreo (2007)
- Secretos de Familia (2009)... Papá de Paulina

### Teatro
- Doce hombres en pugna (2009)